# Rémi Sussan
Rémi Sussan, né en 1960, est un journaliste spécialisé dans les nouvelles technologies.

## Activités professionnelles
Il s’intéresse notamment aux retombées sociologiques de l’usage des techniques, ainsi qu’aux mouvements parallèles et alternatifs qui en découlent. Rémi Sussan a écrit pour de nombreux journaux et magazines, dont Technikart, PC Magazine, Computer Arts, Science et vie High Tech, etc. Il est notamment journaliste pour InternetActu.net depuis septembre 2006. Il collabore à l'Annuel des idées depuis 2009.